# 크레이지 마켓
《크레이지 마켓》은 올'리브에서 2013년 8월 7일부터 2013년 11월 20일까지 방송했던 음식 퀴즈 쇼이다. 각 도전자들은 써는 소리를 듣고 무슨 채소인지 맞힌다든지, 면을 만든다든지 하는 기상천외한 미션을 통과해야 하며, 통과할수록 적립금이 쌓여 최대 500만원까지 가져갈 수 있다.

## 게임 규칙
2013년 10월 2일부터 적용된 규칙이다.
- 한 방송 회차에 두 명의 도전자가 참가한다.
- 총 9단계로 진행되고 중간에 미션을 실패해도 탈락하지 않으며, 9단계까지 도전하게 된다.
- 문제 유형은 음식에 관련된 퀴즈(예를 들어 소리를 듣고 푸는 퀴즈, 맛을 보고 푸는 퀴즈 등)나, 2인 도전자들이 서로 대결하는 형식으로 진행된다.
- 중간의 3, 6, 9단계는 전문가 라운드로, 추첨을 통해 전문가와 같이 대결하는 방식이다. 동점일 경우에는 도전자의 승리로 간주한다.
- 다음 단계로의 도전은 하지 않을 수 없게 되어 있으므로, 여타 퀴즈쇼와는 달리 문제를 틀린다고 적립금을 날리는 것이 아니라 기존에 쌓인 적립금을 그대로 가져갈 수 있다.

초창기에는 중간에 미션을 실패하면 바로 탈락되었으나, 2013년 9월 18일부터 탈락제가 폐지되었다.

## 상금
| 통과한 라운드 | 상금    |
| ------------- | ------- |
| 1             | 10만원  |
| 2             | 20만원  |
| 3             | 50만원  |
| 4             | 60만원  |
| 5             | 70만원  |
| 6             | 100만원 |
| 7             | 200만원 |
| 8             | 300만원 |
| 9             | 500만원 |